# Chuan Leekpai
Chuan Leekpai (tiếng Thái: ชวน หลีกภัย, phiên âm: Chuôn Lịc Pay, sinh ngày 28 tháng 7 năm 1938) là một chính khách người Thái Lan. Ông từng là Chủ tịch Quốc hội Thái Lan kiêm Chủ tịch Hạ viện Thái Lan từ năm 2019 đến 2023. Ông từng làm Thủ tướng Thái Lan 2 lần. Lần thứ nhất đắc cử Thủ tướng thứ 20 của Thái Lan từ ngày 23 tháng 9 năm 1992 đến ngày 24 tháng 5 năm 1995, và lần thứ hai (không chính thức) từ ngày 9 tháng 11 năm 1997 đến ngày 9 tháng 2 năm 2001.
Là một người Thái gốc Hoa thế hệ thứ ba, Chuan sinh ra tai tỉnh Trang trong một ngôi nhà mái lá, cột bằng cây cau, nền đất. Cha của ông tên là Niyom Leekpai, mẹ ông tên là Tuan Leekpai. Tuan Leekpai là một người có dòng máu một nửa Hoa như các cư dân ở khác ở tỉnh Trang. Niyom Leekpai là một giáo viên với mức lương khiêm tốn. Tuan Leekpai bán đồ ăn tráng miệng Thái và làm việc ở vườn cao su ở Para. Chuan Leekpai có 9 anh chị em và ông là con thứ ba trong gia đình.
Chuan sống và học trong một ngôi chùa có tên Wat Amarintraram tại Bangkok trong 6 năm, sau đó ông học luật ở Đại học Thammasat. Sau khi tốt nghiệp, ông làm luật sư và sau đó trở thành một nhà chính trị.
Ông có một con trai tên Surabot Leekpai với Pakdiporn Sujaritkul (vợ không kết hôn của ông).
Là lãnh đạo của Đảng Dân chủ, Chuan đã được bầu chức thủ tướng vào năm 1992 sau cuộc đảo chính của tướng Suchinda Kraprayoon, và vì thế ông đã trở thành vị thủ tướng Thái Lan đầu tiên nắm quyền mà không có sự hậu thuẫn của tầng lớp quý tộc hay quân đội. Ông thua trong cuộc bầu cử năm 1995 nhưng lại lên làm thủ tướng một lần nữa vào cuối năm 1997 sau khi chính quyền của Chavalit Yongchaiyut sụp đổ do cuộc khủng hoảng tài chính 1997.